# Fabuloso Hudson Hornet

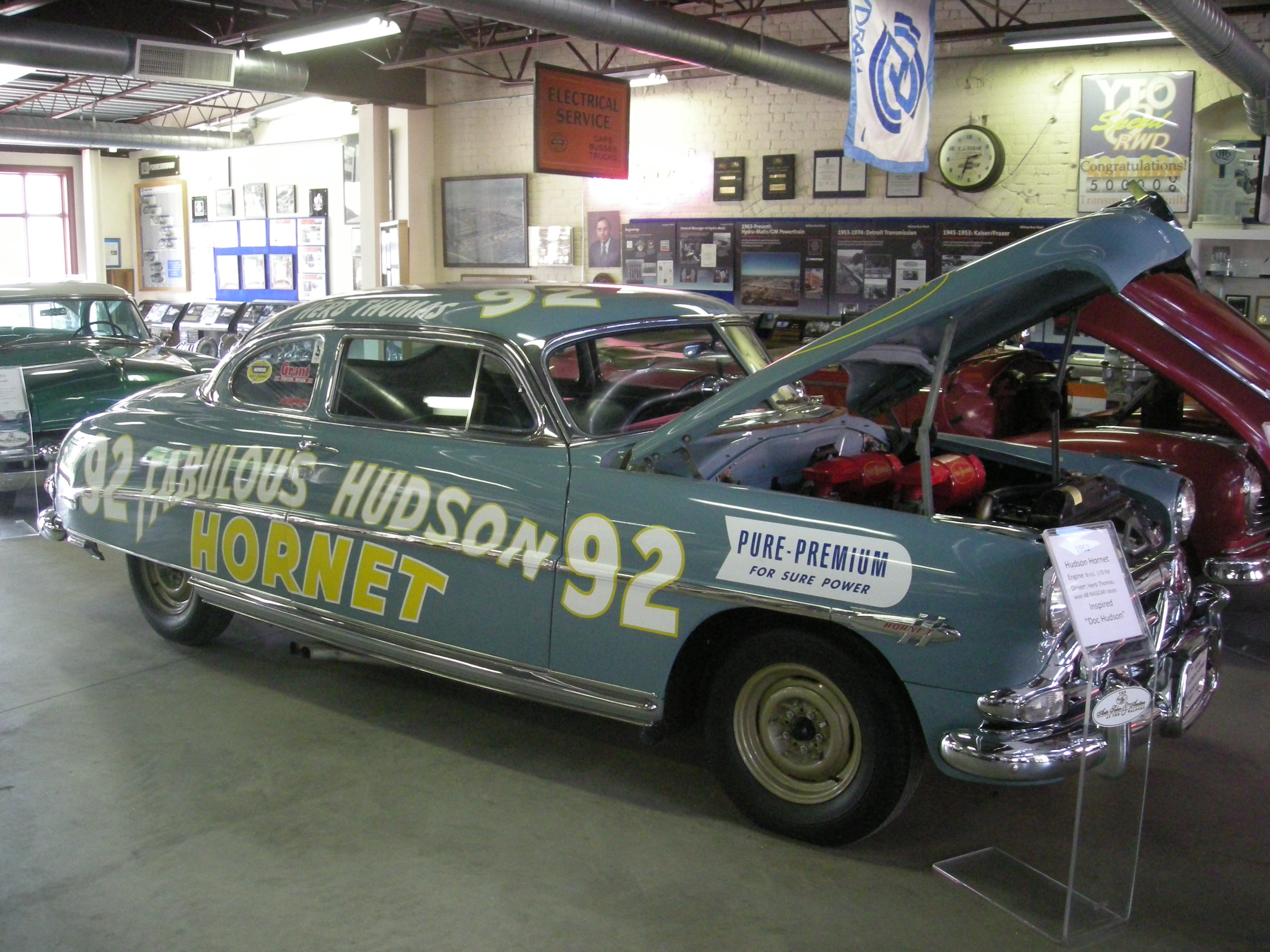
Hudson Hornet de 1952, participante en carreras para coches de serie en el Museo del Patrimonio Automotriz de Ypsilanti

El Fabuloso Hudson Hornet fue un famoso automóvil producido por la Hudson Motor Car Company, que compitió en las Grand National Series de la NASCAR, y en las campañas de stock car (coches de serie) de la AAA durante la década de 1950. Varios pilotos, incluyendo a Marshall Teague y Herb Thomas, condujeron los coches conocidos como los "Fabulous Hudson Hornet".

## Soporte de fábrica en las carreras

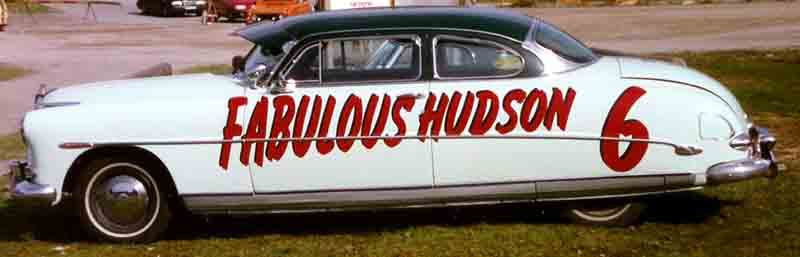
Fabulous Hudson Hornet de Nathan

Hudson Motor Car Company fue uno de los primeros defensores de las carreras de automóviles como un componente integral de la estrategia de ventas de un fabricante de automóviles. La compañía comenzó a apoyar directamente a sus equipos de carreras y a "proporcionar a los automóviles del equipo todo lo que necesitaban para que fueran los más rápidos". Los pilotos que formaban parte del equipo de Hudson incluyeron a Marshall Teague, Herb Thomas, Dick Rathmann, Tim Flock, Fonty Flock, Jack McGrath, Frank "Rebel" Frank Mundy y Lou Figaro. Juntos lograron 13 victorias en 1951, 49 en 1952 y 46 en 1953.
Con el centro de masa más bajo entre los coches estándar del momento, el Hudson fue elogiado por su gran manejo y seguridad, por lo que los corredores apreciaban estos coches y "los bautizaran con el prefijo de 'Fabulosos' mientras mantuvieron esta línea a través de sus días de dominio en las pistas". La combinación del peso ligero del coche debido a la construcción monocasco avanzada que Hudson llamó diseño 'paso hacia abajo', permitió a los pilotos de Hudson ganar numerosas carreras desde 1951 hasta 1954. Los pilotos "demostraron que podía manejar y acelerar mejor que la mayor parte de sus competidores con motores V-8 supuestamente más potentes." La compañía utilizó la descripción "Fabulous Hudson Hornet, campeón nacional de automóviles de serie" en su publicidad.

## Marshall Teague
Marshall Teague se acercó a la Hudson Motor Car Company viajando a Míchigan y visitando su fábrica sin una cita. Al final de la visita, los ejecutivos de Hudson aseguraron a Teague apoyo corporativo y automóviles y la relación se formalizó poco después. Teague también fue fundamental para ayudar a Hudson a ajustar el Hudson Hornet con el motor de seis cilindros en línea a su capacidad máxima como vehículo de serie. Su primera vez conduciendo el Hornet en el circuito de Daytona Beach de febrero de 1951 acabó en primera posición. Apodó a su Hudson Hornet el "Fabulous Hudson Hornet" y tenía ese nombre pintado en los lados del coche. Teague ganó cinco de las quince carreras NASCAR del Grand National en 1951.
Con su jefe de mecánico de a bordo Smokey Yunick ganaron 27 de las 34 carreras para coches de serie, incluyendo siete pruebas de la NASCAR. Teague dejó la NASCAR durante la temporada de 1952 por una disputa con el propietario la organización, Bill France Sr.
Teague fue galardonado con el AAA Stock Car Driver of the Year de 1951, y con el AAA National Stock Car Champion de 1952 y 1954 mientras conducía el Fabuloso Hudson Hornet.
El Fabuloso Hudson Hornet  original se puede encontrar hoy, completamente restaurado, en el Museo del Patrimonio Automotor de Ypsilanti en Ypsilanti, Míchigan. Este Hornet también se utiliza ocasionalmente en las carreras de coches clásicos.

## Herb Thomas

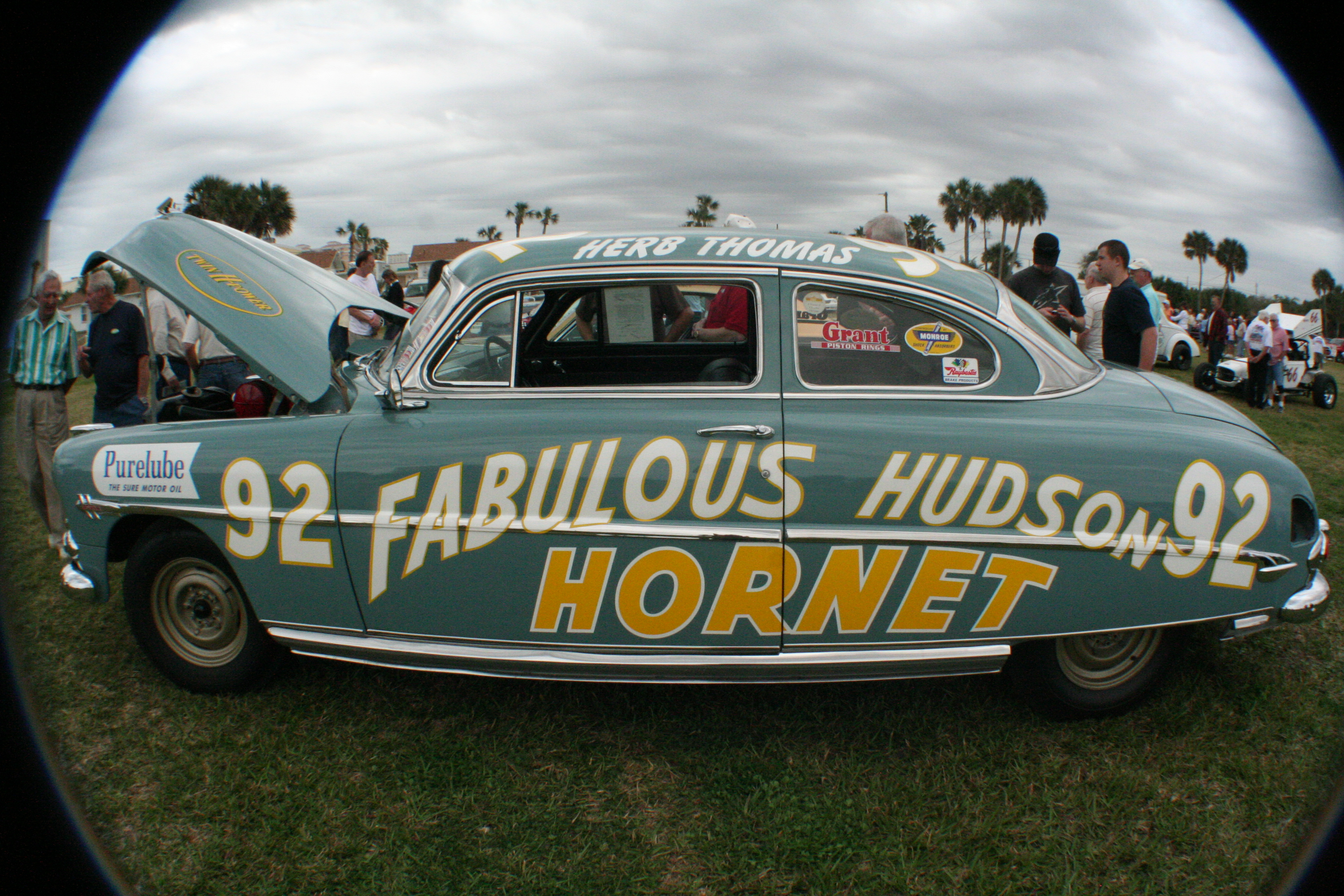
Herb Thomas' #92 Fabuloso Hudson Hornet

Herb Thomas comenzó la temporada 1951 de la NASCAR Grand National con un éxito moderado en un Plymouth, más una victoria en un Oldsmobile. Cambió a mitad de temporada a su Fabuloso Hudson Hornet, y ganó el campeonato de 1951.
Dominó toda la temporada de 1953 en el NASCAR Grand National. Ganó una serie de 12 carreras para convertirse en el primer piloto dos veces campeón de la serie.
Un modelo de 1952 fue comprado por Thomas a un distribuidor de Hudson en algún momento a finales de julio o agosto de 1952, con el que compitió durante la temporada y media siguiente, logrando finalmente quince victorias, así como el campeonato de 1953. Cuando Thomas compró un coche de reemplazo para correr en la temporada 1954, su modelo de 1952 fue vendido como un coche usado y posteriormente conducido en el sur de los Estados Unidos, terminando en el este de Kentucky a mediados de la década de 1970. Después de permanecer almacenado, cambiar de dueño, y verificar con los números de serie que era el número 92 original con el que corrió Thomas, el coche fue restaurado y mostrado en la exhibición Eyes On Design de 1998.
Este coche fue nominado para el Registro Nacional de Vehículos Históricos, que se limita a los automóviles "vinculados con importantes eventos históricos estadounidenses, asociados con importantes figuras históricas estadounidenses, por su diseño o valor de construcción, o por su valor informativo" y se mostró en 2014 "Cars At The Capital", la primera celebración del patrimonio automotriz celebrada en el National Mall.

## Legado
A pesar del éxito en las carreras de Hudson, la competencia del mercado y la feroz rivalidad entre Chevrolet y Ford fue demasiado para salvar al pequeño fabricante de automóviles independiente. Hudson se fusionó con Nash-Kelvinator Corporation en 1954 para convertirse en American Motors Corporation. El nombre de Hudson fue finalmente retirado en 1957, ya que AMC se transformó en Rambler. El nombre Hornet fue utilizado por AMC para su sedán compacto de 1970 a 1977. Cuando los fabricantes de automóviles comenzaron a regresar a las pistas de carreras como una forma de publicidad y como prueba de destreza industrial, AMC fue competitivo en la escena de las carreras de resistencia con su AMX, batiendo récords en la clase SS/D durante diez años, y enamorando con el éxito del AMC Javelin en la Serie Trans-Am, ganando los trofeos del fabricante en 1970 y 1971. El AMC Matador también se desarrolló hasta convertirlo en un ganador en los circuitos de la NASCAR.

## Cars(2006)
La película animada de 2006 Cars cuenta la historia de un coche de carreras hotshot, Rayo McQueen (voz de Owen Wilson) que se encuentra atrapado en el pueblo de la Ruta 66 de Radiador Springs. El juez y médico del pueblo es Doc Hudson (voz de Paul Newman), un Hornet que resulta ser el verdadero Fabuloso Hudson Hornet. El Doc Hudson en Cars se parece mucho al "Fabuloso Hudson Hornet". Comparte muchos de los mismos registros que el Hornet auténtico, aunque sus destinos difieren. Su número es el 51, en referencia al año en que se creó su modelo.